# Докучаевск
Докуча́евск (до 1954 года — пгт Еле́новские Карье́ры, укр. — Докучаєвськ) — город Кальмиусского района Донецкой области Украины. С апреля 2014 года контролируется самопровозглашённой Донецкой Народной Республикой, согласно законодательству Украины является временно оккупированной территорией.
Город переименован в честь Василия Васильевича Докучаева (1846—1903), известного геолога и почвоведа, основателя русской школы почвоведения.

## История
Возник в 1912 году в связи с развитием добычи флюсового известняка, доломита для Петровского и Макеевского металлургических заводов. На карте Мариупольского уезда Екатеринославской губернии, составленной М. Гринером в 1916 году, место отмечено «Карьер Р. Б. М. О.ва».
После революции 1917 года все заводы были национализированы.
Позднее с Еленовских Карьеров возобновились плановые поставки известняка Макеевскому и Юзовскому металлургическим заводам. Вместо землянок развернулось строительство деревянных бараков и капитальных домов из бутового камня. На средства пайщиков создается рабочий кооператив, снабжавший семьи горняков продовольственными и промышленными товарами. Открылась больница.
В 1929 году дала электроэнергию Еленовская тепловая электростанция.
В феврале 1935 года Еленовские Карьеры вошли в состав образованного Ольгинского района с центром в посёлке Ольгинка.
К 1936 году посёлок состоял из 2-3-этажных домов. В 1937 году карьероуправление было преобразовано в рудоуправление. Добычные участки переименовали в рудники, а отделы — в цехи.
27 октября 1938 года Еленовские Карьеры получили статус посёлка городского типа.
В 1954 году посёлок Еленовские Карьеры преобразован в город районного подчинения Докучаевск. К этому времени были отстроены новые жилые массивы «Сокол» и «Победа».
В сентябре 1959 года Ольгинский район был упразднён — город Докучаевск вошёл в состав Волновахского района.
В конце 1980-х в парковой части города был построен музыкальный фонтан площадью 70 м².
С 26 июня 1992 года — город областного подчинения. Докучаевскому городскому совету был подчинён посёлок Ясное.
17 июля 2020 года территории Докучаевского городского совета (города областного значения Докучаевска) вместе с территориями Оленовского поселкового и Андреевского, Любовского, Петровского и Луганского сельских советов дореформенного Волновахского района были формально объединены в Докучаевскую городскую общину Кальмиусского района. Фактически с 2015 года территорию контролирует самопровозглашённая Донецкая Народная Республика.

## География
Находится в 14 км от железнодорожной станции Оленовка.
К западу и югу от города проходила линия разграничения сил на Донбассе (см. Второе минское соглашение).
Соседние населённые пункты по сторонам света
Под контролем Украины
З: Берёзовое
ЮЗ: Новотроицкое, Польное, Бугас
Ю: Николаевка, Новогнатовка
Под контролем ДНР
ЮВ: Стыла, Петровское (Старобешевский район)
В: Коммунаровка
СВ: Петровское (Еленовский поселковый совет), Молодёжное, Любовка, Червоное
СЗ: Ясное
С: Сигнальное, Оленовка, Новониколаевка

## Население
Население городского совета на 1 октября 2021 года — 23 104 чел
Количество на начало года.
| Год  | Количество жителей |
| ---- | ------------------ |
| 1859 | 2053               |
| 1885 | 2873               |
| 1897 | 3420               |
| 1908 | 4232               |
| 1939 | 9175               |
| 1956 | 15600              |
| 1959 | 16847              |
| 1964 | 19000              |
| 1970 | 25201              |
| 1979 | 24137              |
| 1989 | 26038              |
| 1992 | 26400              |
| 1994 | 26000              |
| 1998 | 25300              |
| 2002 | 24383              |
| 2003 | 24112              |
| 2004 | 23967              |
| 2005 | 23881              |
| 2006 | 23736              |
| 2007 | 23781              |
| 2008 | 23775              |
| 2009 | 23781              |
| 2010 | 23791              |
| 2011 | 23714              |
| 2012 | 23717              |
| 2013 | 23733              |
| 2014 | 23641              |
| 2015 | 23445              |
| 2016 | 23370              |
| 2017 | 23346              |
| 2018 | 23192              |
| 2019 | 23067              |
| 2020 | 22959              |
| 2021 | 22907              |

Рождаемость — 12,78 на 1000 человек, смертность — 15,3, естественная прирост — 0,5, так как сальдо миграции положительное (+3,0 на 1000 человек).
Национальный состав населения по данным переписи 2001 года:
| N | Национальность | Количество | Уд. вес (%) |
| - | -------------- | ---------- | ----------- |
| 1 | Украинцы       | 16665      | 66,60       |
| 2 | Русские        | 7053       | 28,18       |
| 3 | Греки          | 533        | 2,13        |
| 4 | Молдаване      | 240        | 0,96        |
| 5 | Белорусы       | 128        | 0,51        |
|   | Всего          | 25024      | 100,00      |

### Языковой состав
По данным переписи 2001 года 27,32 % населения города указали украинский язык родным, 72,13 % — русский, 0,55 % — другие языки.

## Экономика
Докучаевский флюсо-доломитный комбинат (крупнейший в Европе), в том числе 4 карьера, 3 дробильно-обогатительные фабрики. Около 58 % от общего количества занятых в народном хозяйстве трудятся в промышленности.
Объём промышленного производства — 190 млн гривен (на 1 жителя — 7 677 грн.). Индекс промышленной продукции — 52,4 % в 2003 году к 1990 году. Выбросы вредных веществ в 2003 году в атмосферный воздух от источников загрязнения города — 8,3 тыс. тонн.

## Финансы
Экспорт товаров в 2003 году — 19,1 млн долларов США. Объём произведённых услуг в 2003 году — 6,8 млн гривен. Коэффициент безработицы — 4,6 %. Среднемесячная зарплата в 2009 году — 2 563 гривен.

## Социальная сфера
5 школ (1 800 учеников, 260 педагогов), Центр культуры и досуга им. А. С. Пушкина, стадион «Авангард», Централизованная библиотечная система, Центральная городская больница (70 врачей, 300 медработников), музыкальная школа им. Переяславских. Достопримечательностью Докучаевска является геологический памятник природы местного значения — пещеры в Докучаевске. В городе расположен зоосад.

## Галерея

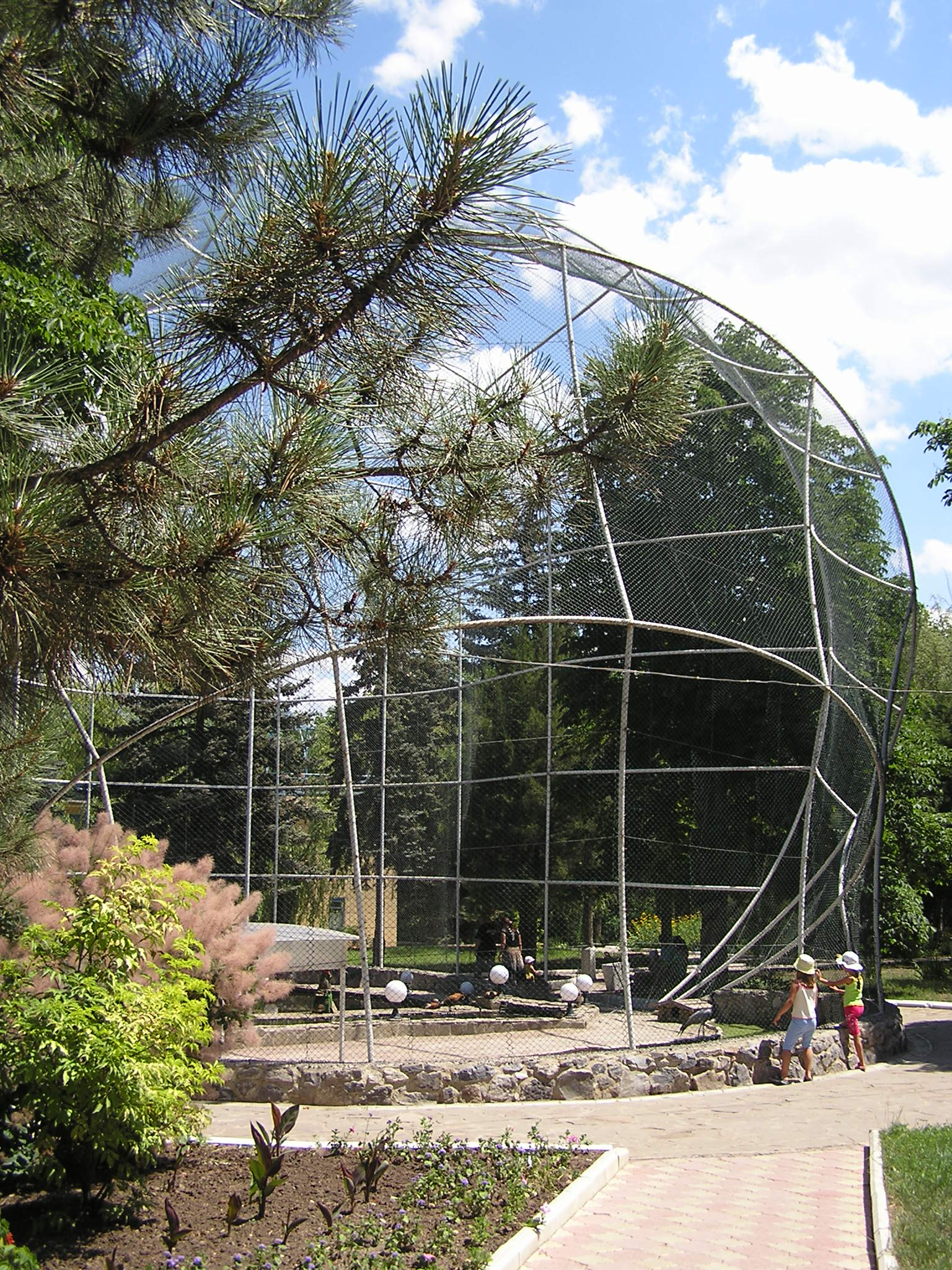
Вольер докучаевского зоосада
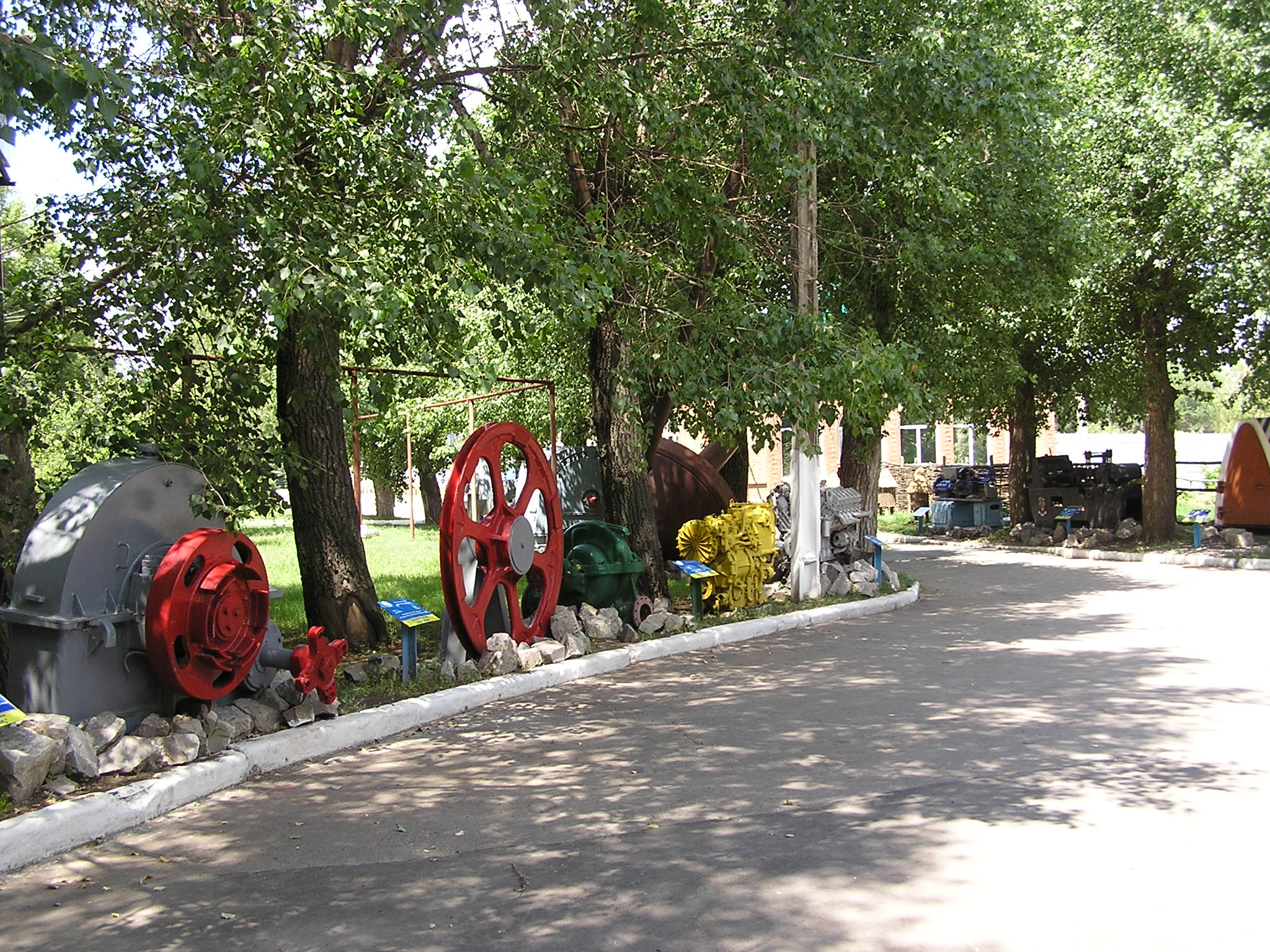
В музее ЧАО «Докучаевский флюсо-доломитный комбинат»
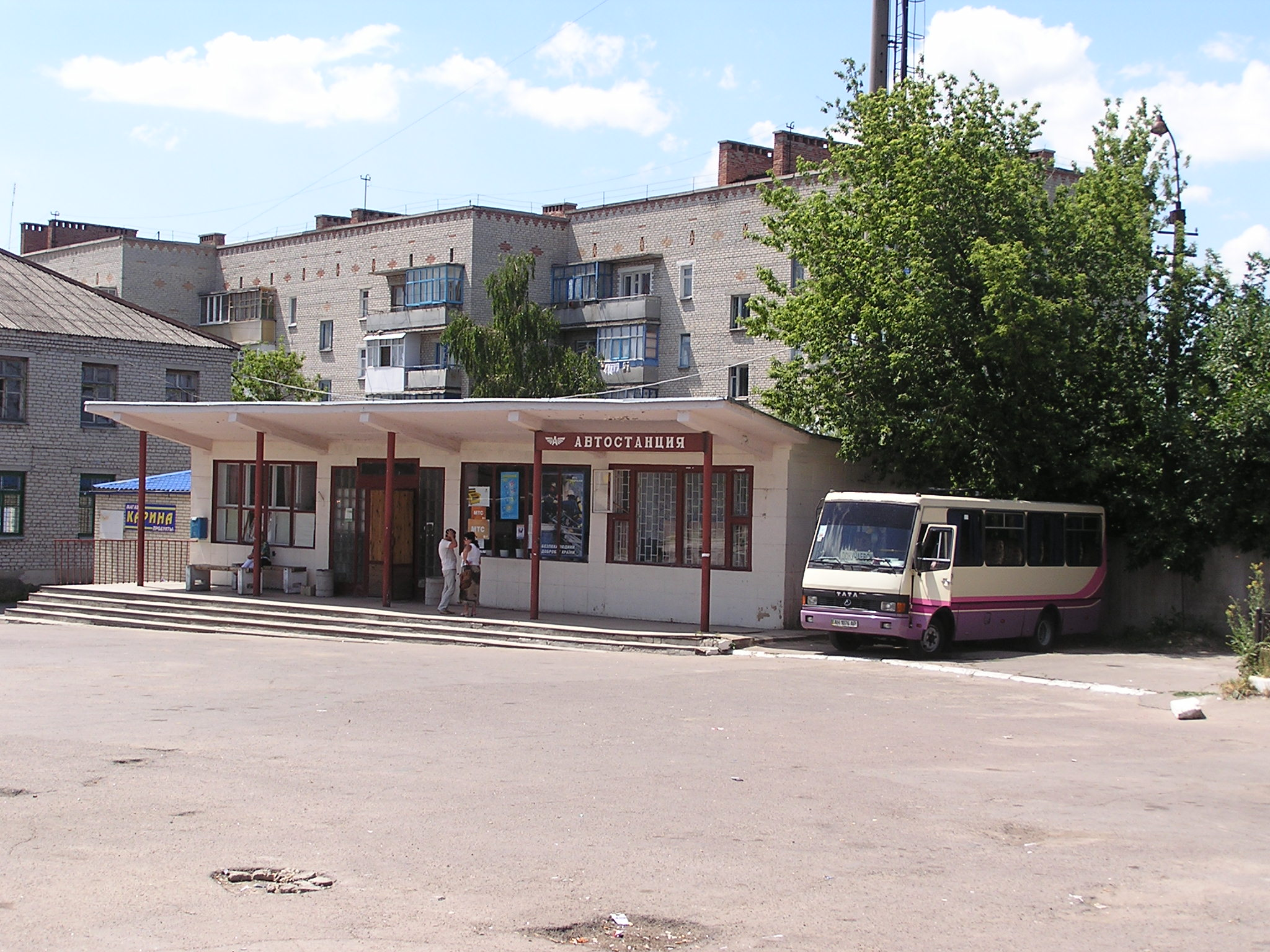
Автостанция
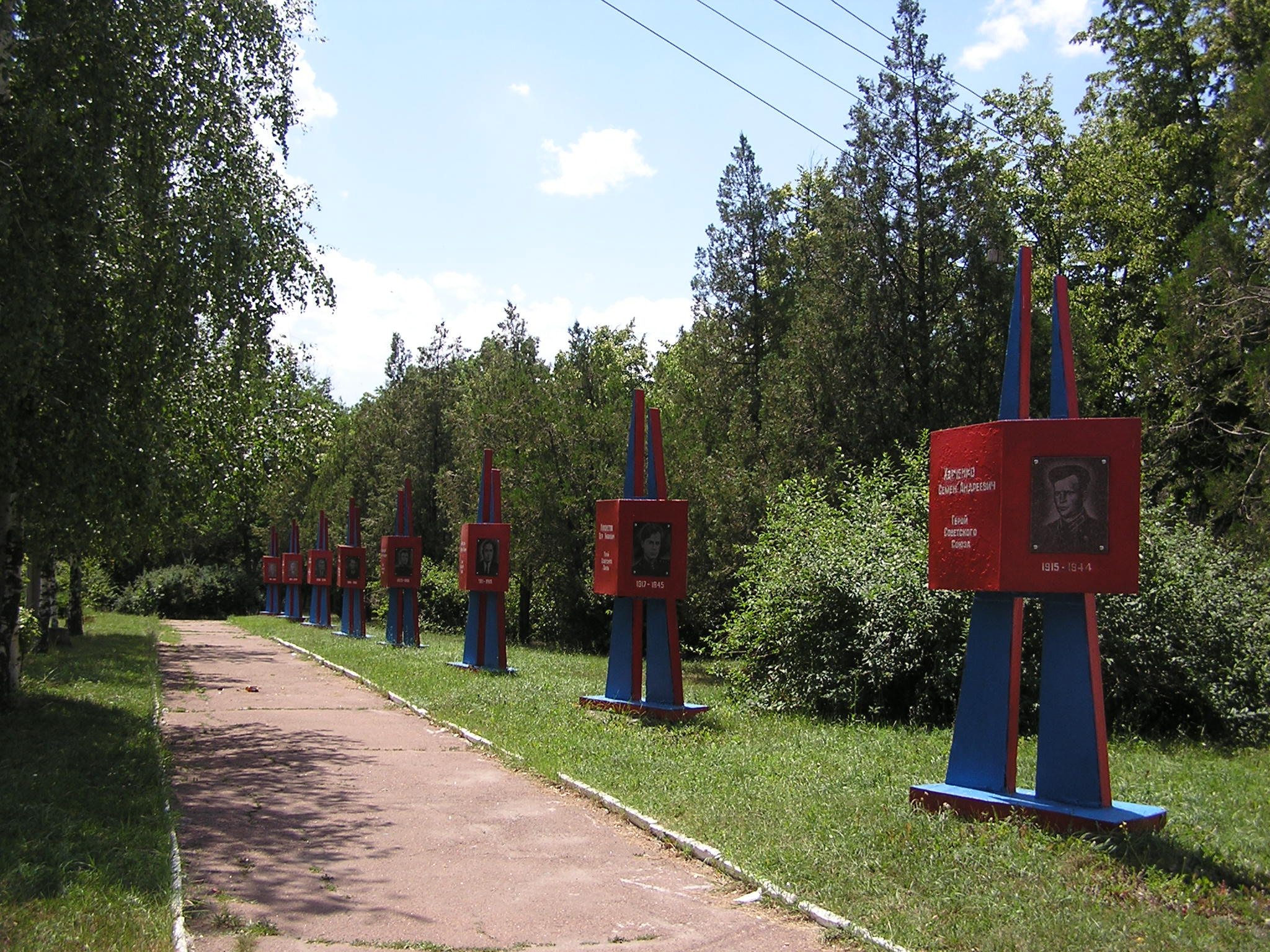
Аллея героев Докучаевска
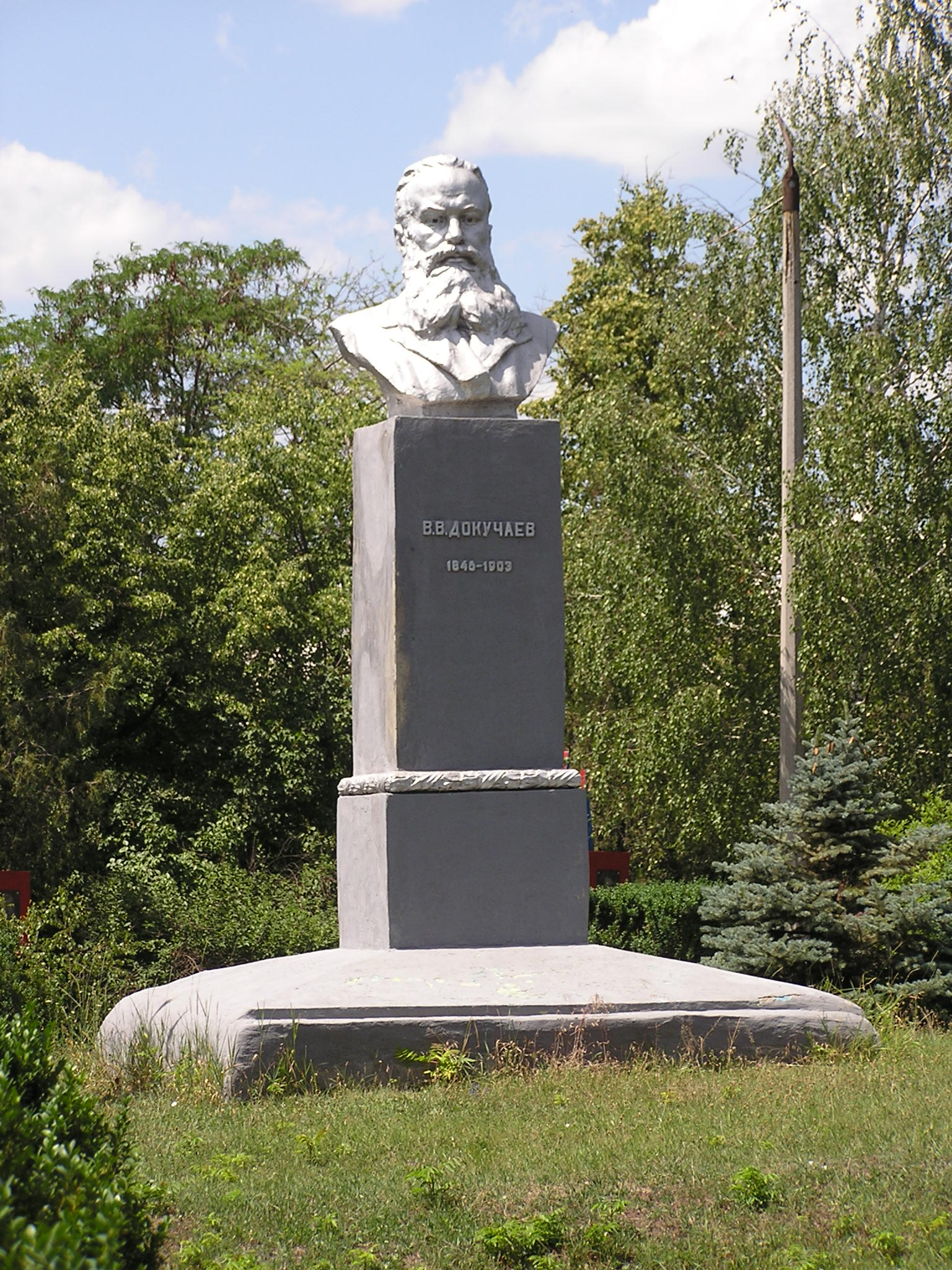
Памятник Докучаеву
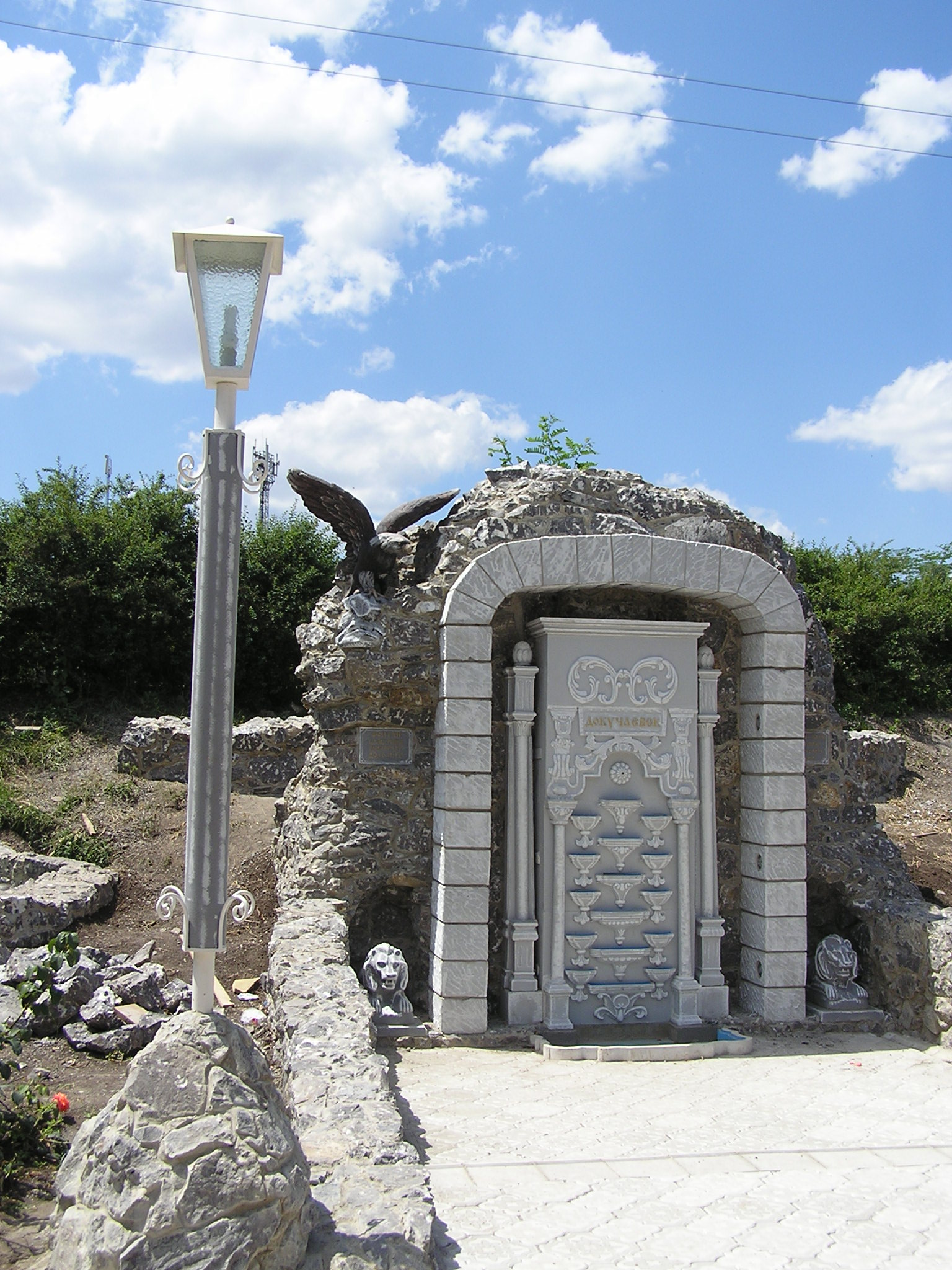
Фонтан-памятник минералу доломит
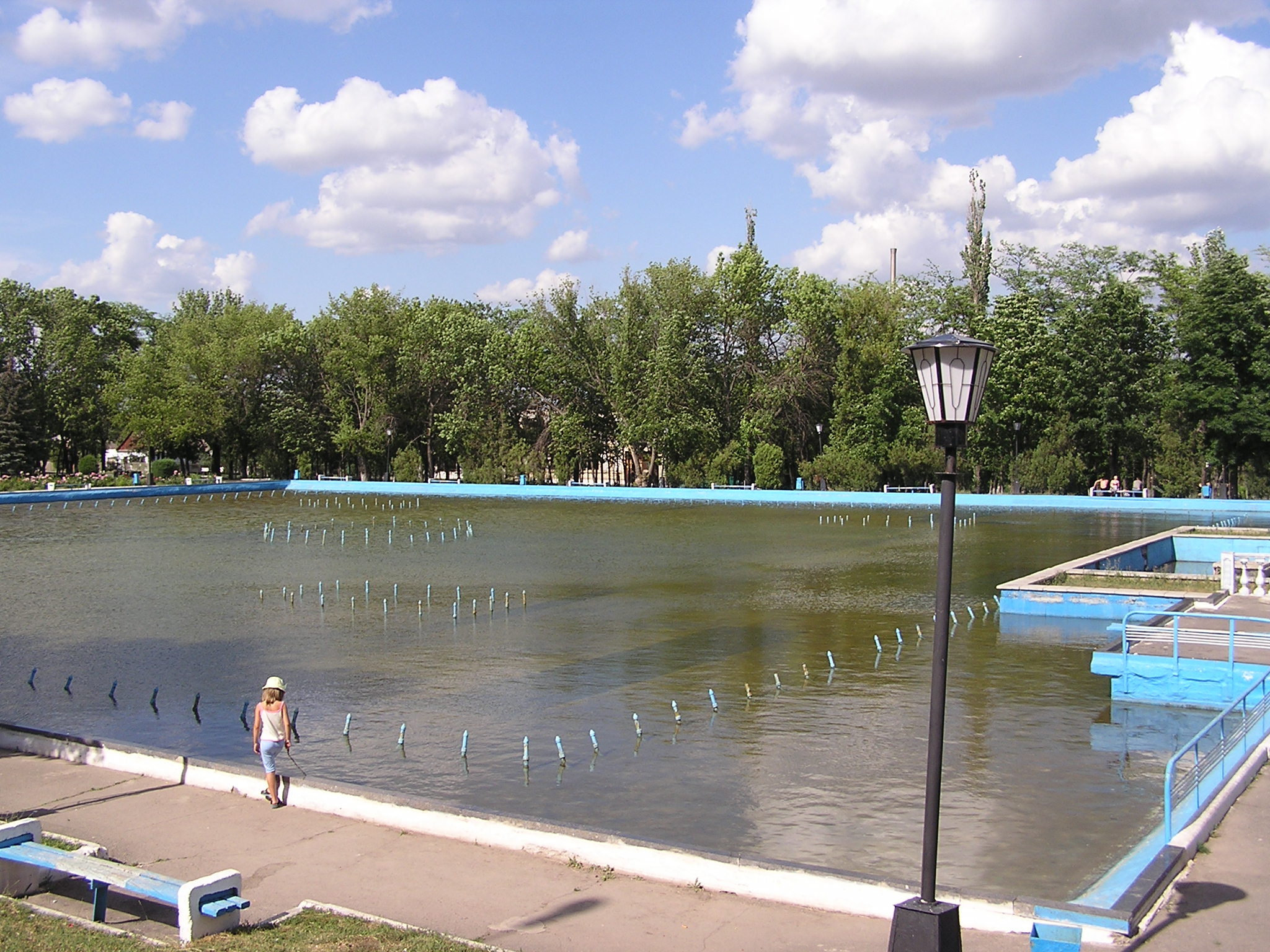
Фонтан
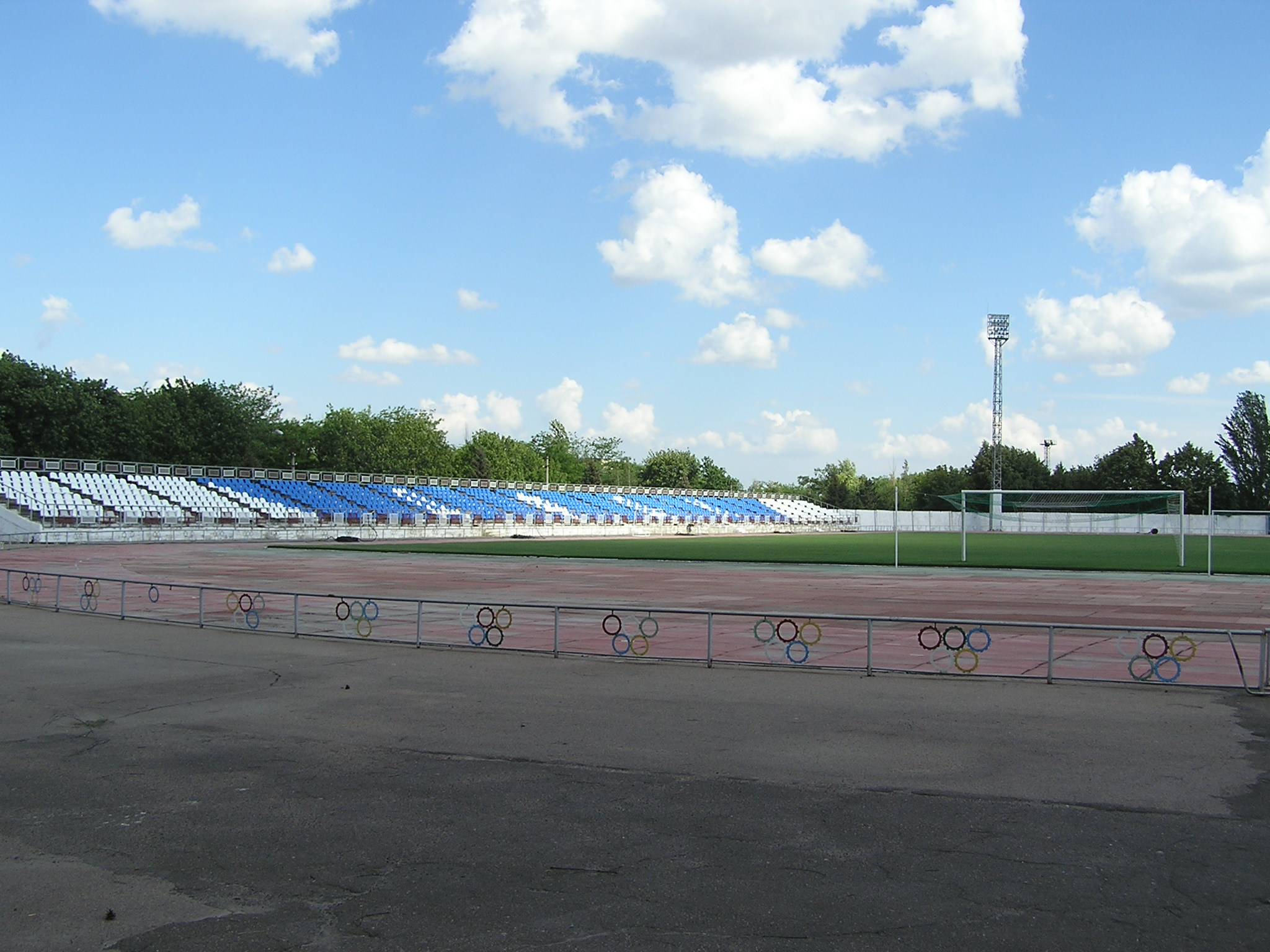
Стадион «Авангард»
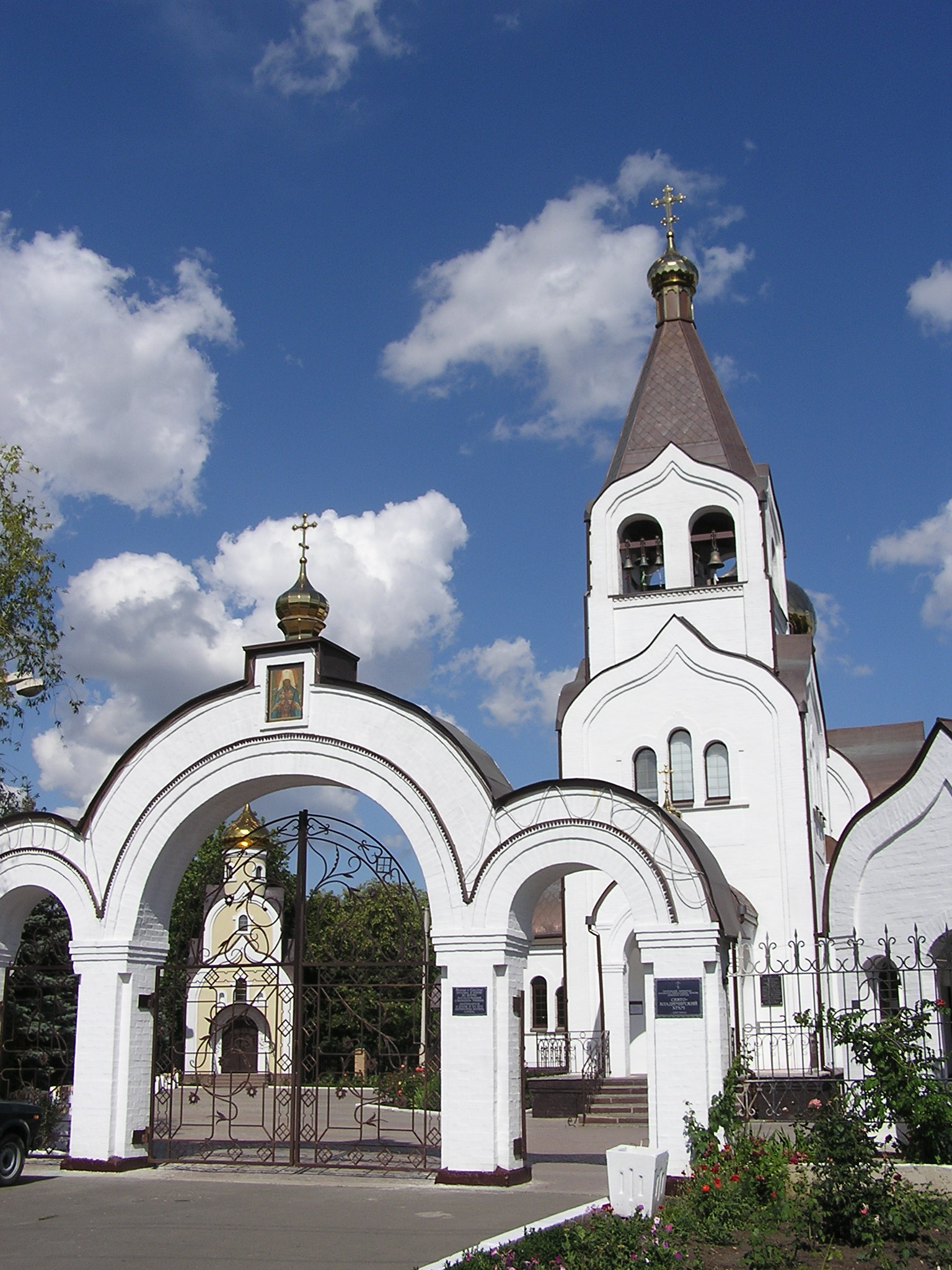
Свято-Владимирский храм. Донецкая епархия УПЦ МП
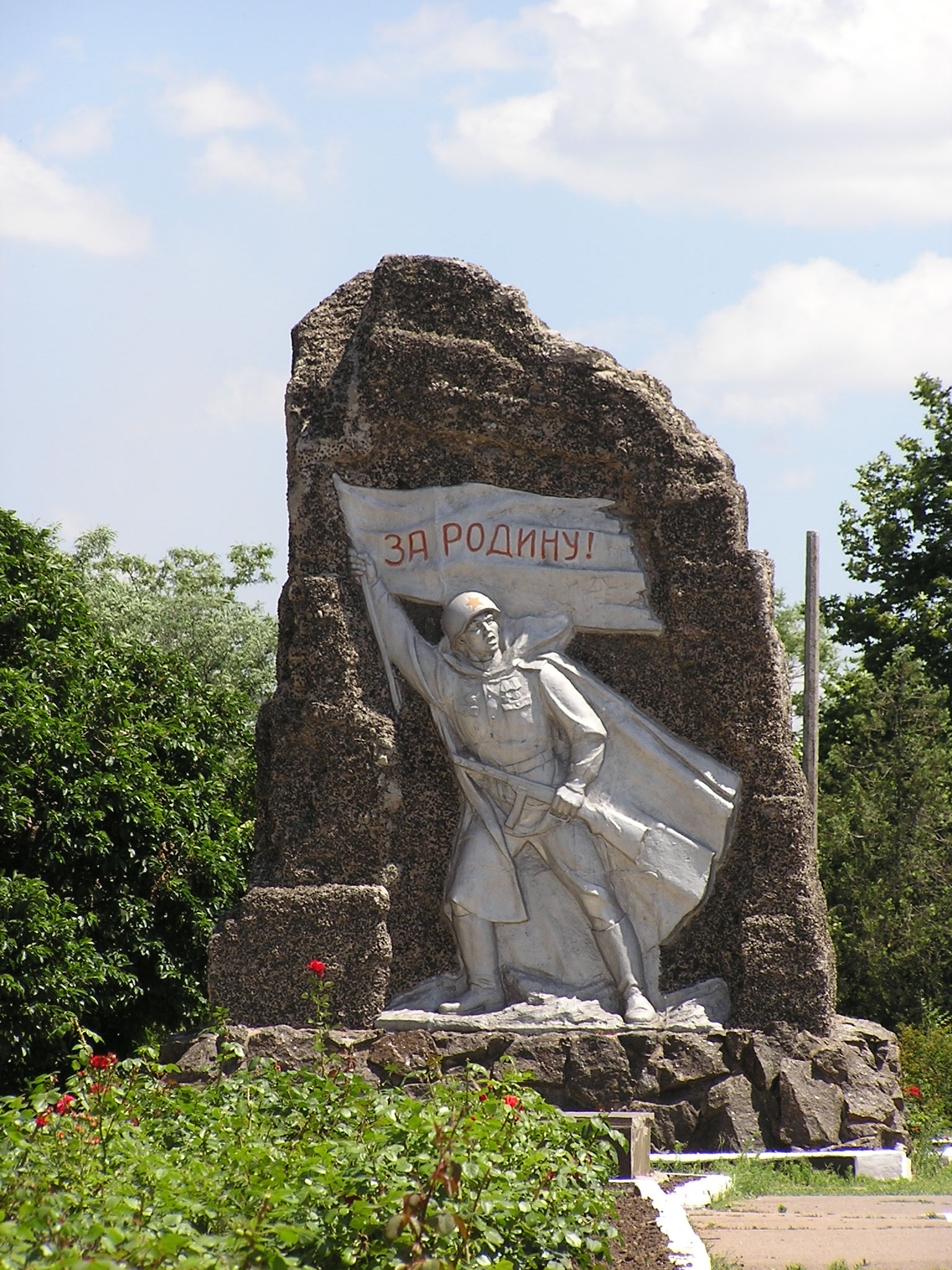
Памятник возле братской могилы воинов Красной Армии
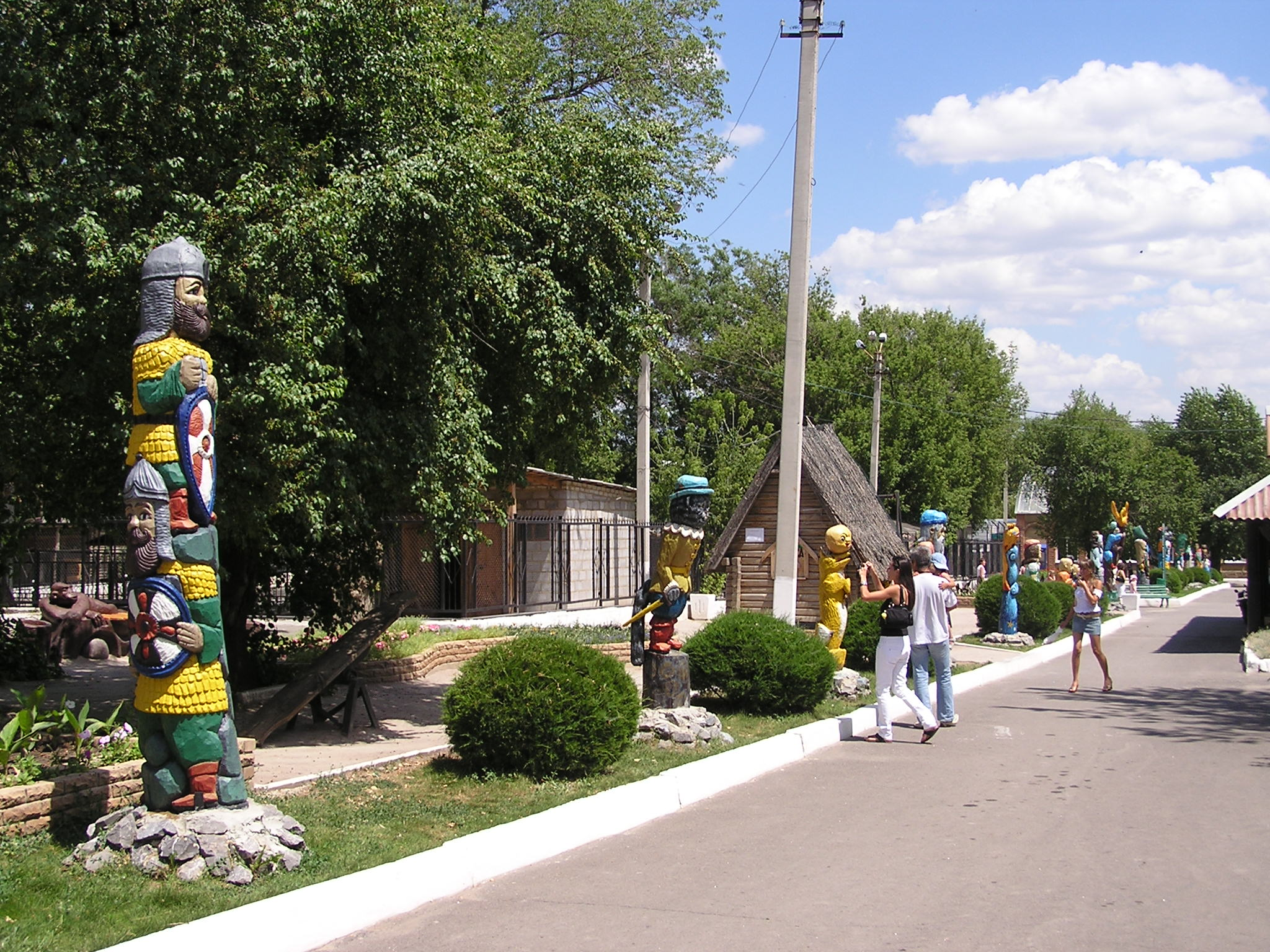
В парке при зоосаде
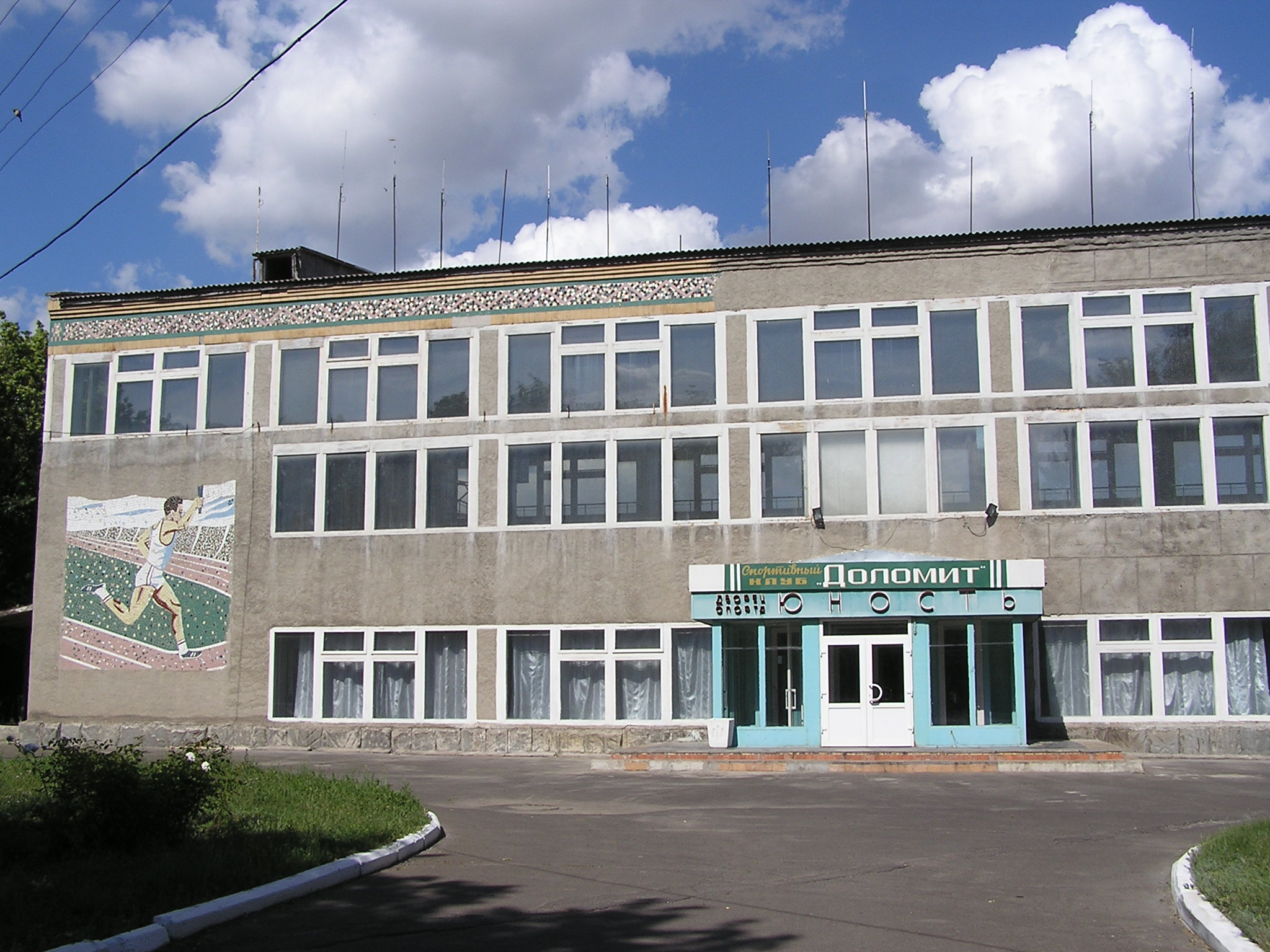
Дворец спорта «Юность». Спортивный клуб «Доломит»

## Города-побратимы
- Новоозёрное, Крым (с 16 июля 2011 года)[18].